# بلاغة رقمية

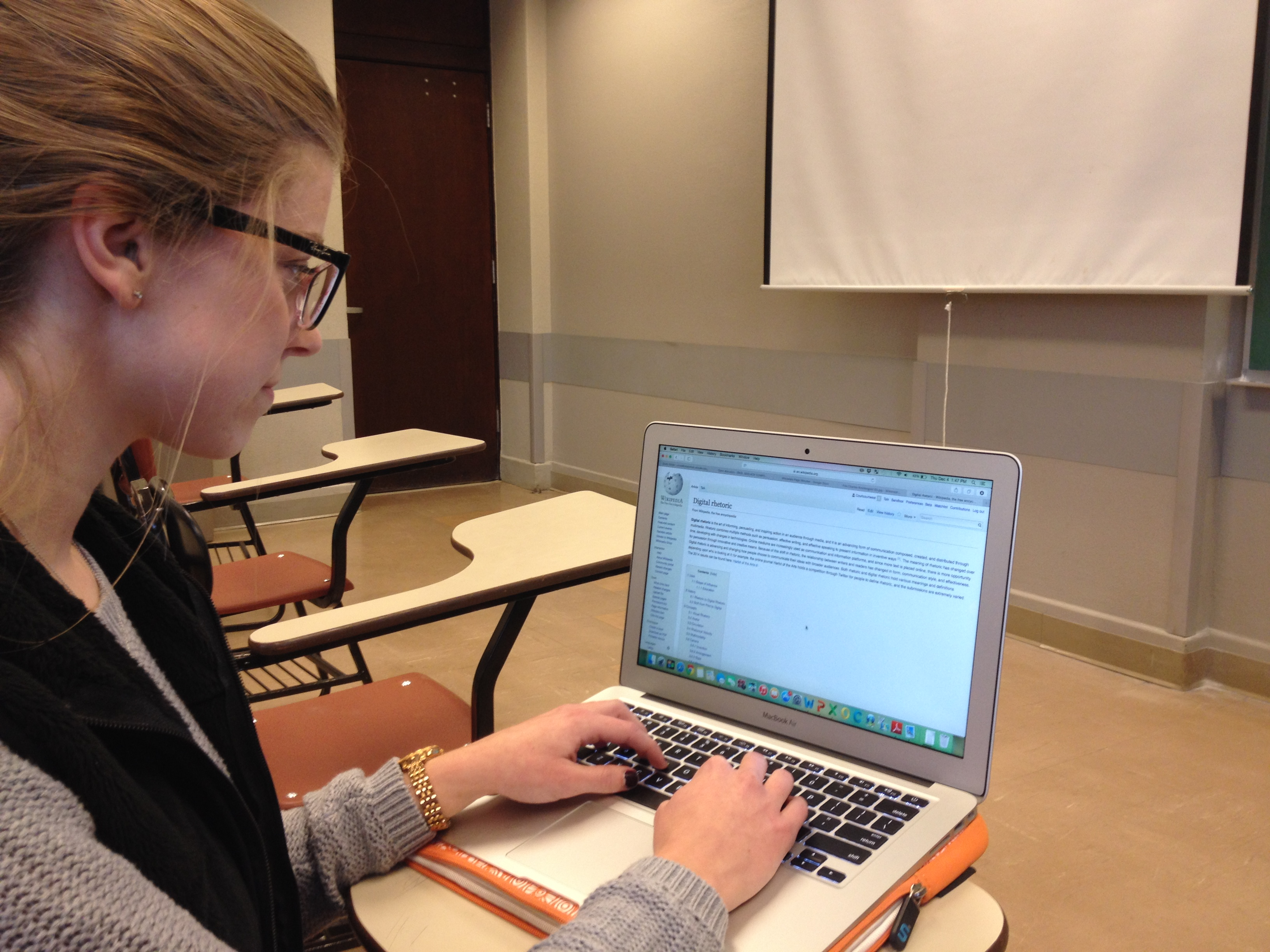
طالبة تستخدم التكنولوجيا في غرفة الصف

البلاغة الرقمية أو البلاغة الإلكترونية هي وسيلة لإعلام وإقناع وإلهام الجمهور للقيام بأفعال معينة عبر وسائل الإعلام الرقمي. وهو شكل متقدم من أشكال الاتصالات التي تم إنشاؤها وتوزيعها من خلال منصات الوسائط المتعددة. تجمع البلاغة ما بين أساليب متعددة مثل الإقناع والكتابة والخطاب المؤثرين بهدف تقديم المعلومات بطرق مبتكرة. وقد تغيّر معنى البلاغة بمرور الزمن، وتطوّر مع التغيرات التي طرأت على التقانة. وتزايد استخدام وسائل الإعلام عبر الإنترنت كمنصات للتواصل وتبادل المعلومات، وأدى تزايد المحتوى النصي على الإنترنت، لخلق مزيد من الفرص للإقناع عبر وسائل مبتكرة وخلاقة. وبسبب هذا التحول الذي طرأ على البلاغة، فإن العلاقة ما بين الكتاب والقراء تغيّرت من ناحية الشكل وأسلوب التواصل والفعاليّة. وتتقدم البلاغة الرقمية وتغيّر بذلك الطرق التي يختار فيها الأفراد إيصال أفكارهم لجمهور أكبر. كِلا البلاغة والبلاغة الرقمية تحملان تعاريف ومعاني مختلفة وذلك بحسب الجهة التي تعطي التعريف؛ على سبيل المثال، قامت «مجلة هارلوت للفنون» عام 2014 يإجراء مسابقة عبر تويتر للناس ليعطوا تعريفاً للبلاغة، وكانت النتيجة وجود إدخالات متنوعة للغاية وعلى نطاق واسع.

## وصلات خارجية
- erhetoric.org -خطة دراسية لدورة للكتابة الرقمية والبلاغة